# Inselberg

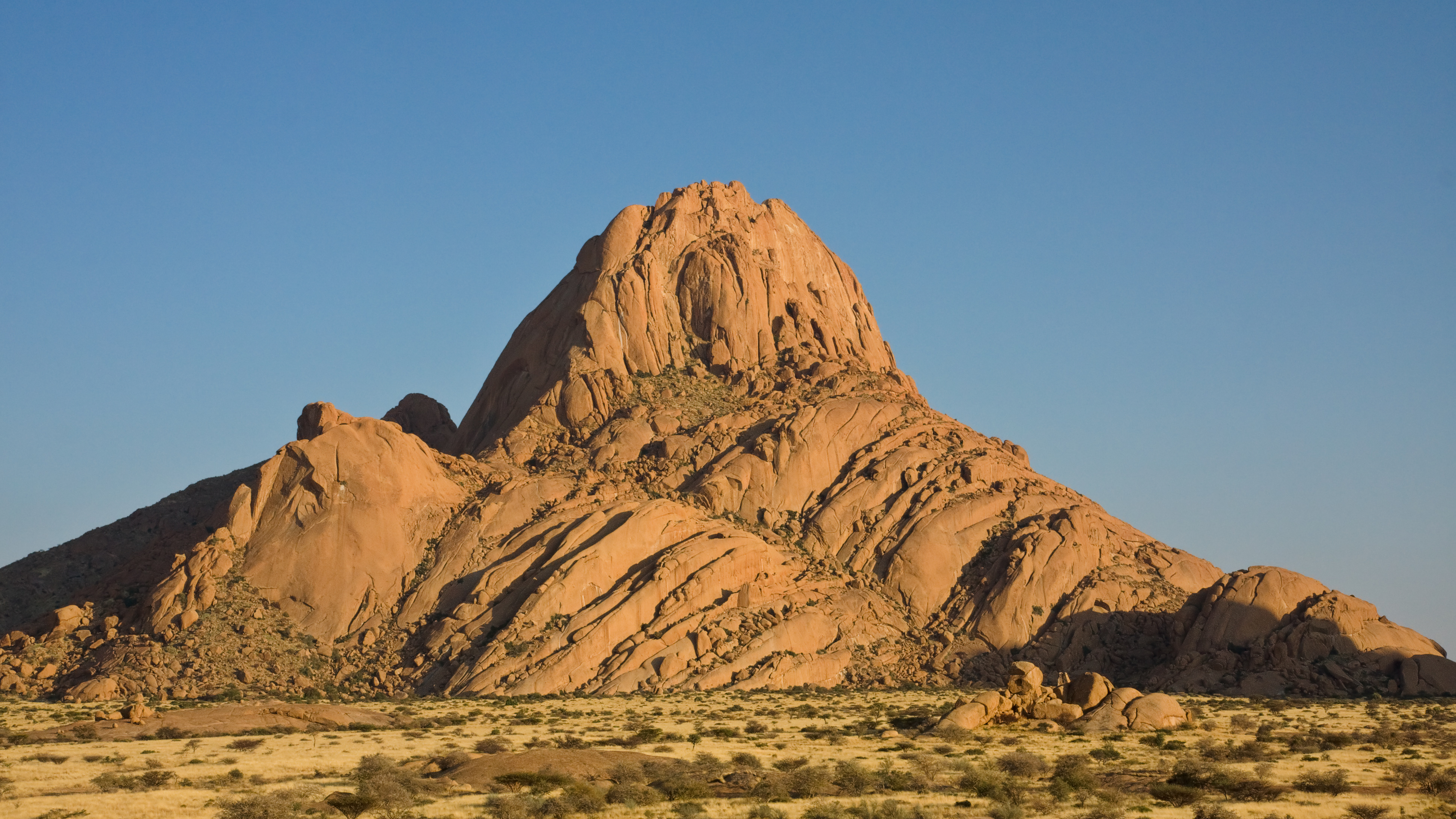
Spitzkoppe, Namibia: inselberg y pedimento

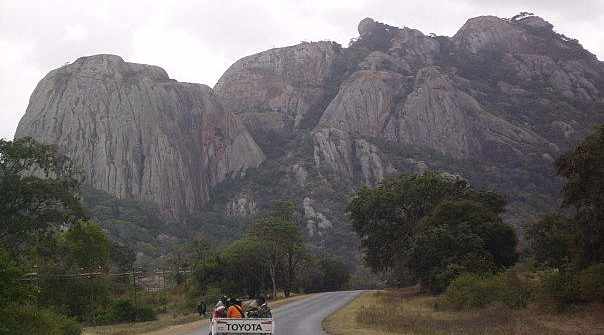
Kopje de la provincia de Masvingo (Fort Victoria), Zimbabue

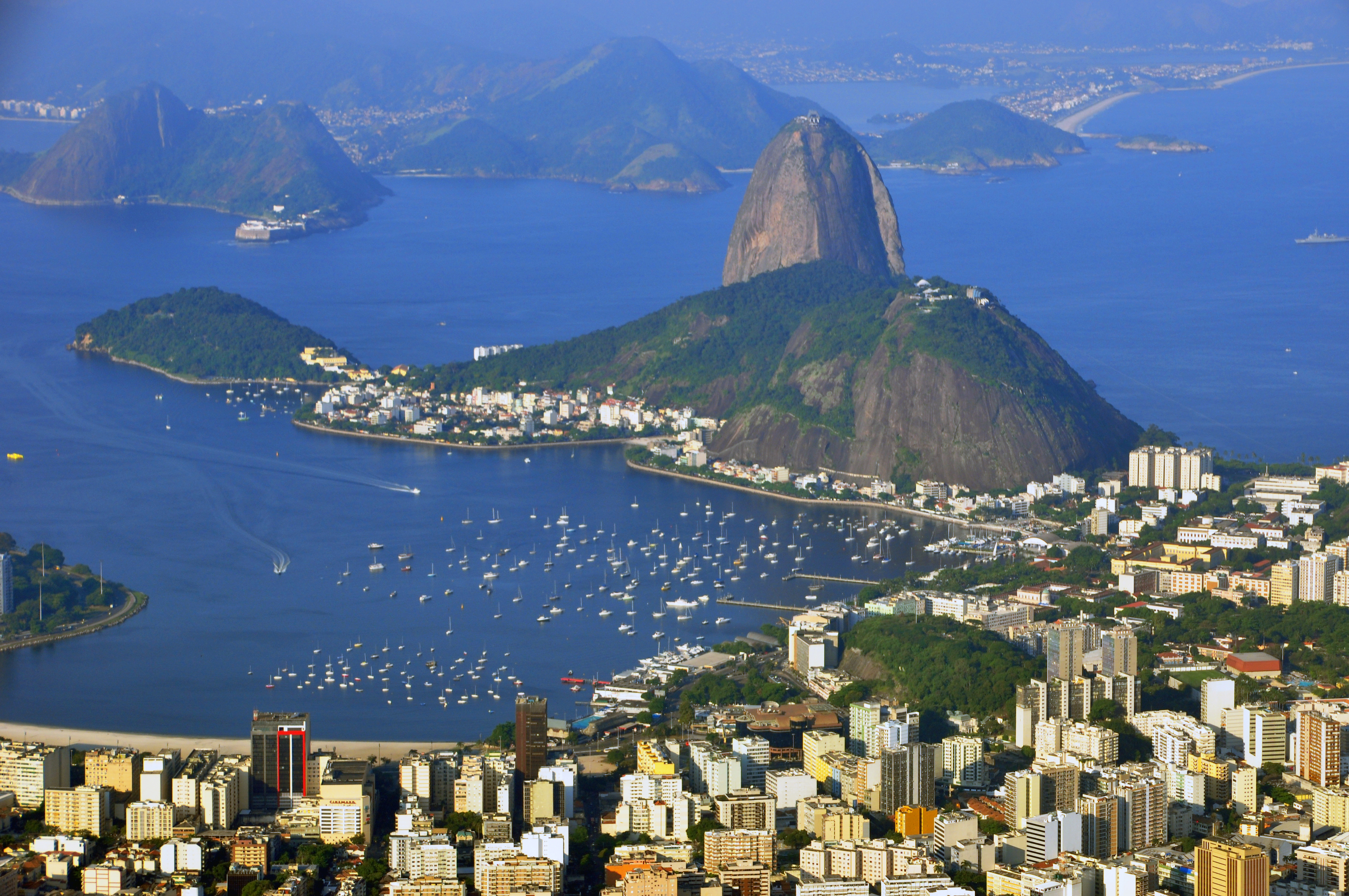
Bahía de Río de Janeiro, en Brasil, y su conjunto del "panes de azúcar", vistos desde la estatua del Cristo Redentor

Un inselberg o "monte isla", en geomorfología y geología, es un término que describe un relieve aislado (colina, cerro o pequeño macizo) que domina significativamente una llanura o una meseta subhorizontal (cf. pedimento) y se usa también como sinónimo el término de bornhardt (pronunciado /ˈbɔrnˈhɑrt/). Según el Dictionnaire de la géographie de Pierre George (1970), es, brevemente, un relieve residual rocoso, o escarpe. Birot los describe como: montañas en miniatura creadas por la erosión.

## Origen del término
El término inselberg proviene de las palabrás en alemán Berg e Insel, que significan «montaña-isla». En plural se suele escribir: inselberge o inselgebirge, respetando la gramática alemana o también inselbergs, respetando la gramática inglesa.
El término fue concebido por el Wilhelm Bornhardt (1864–1946), geólogo y explorador alemán del África Oriental Alemana, que por su abundancia en la región, lo describió por primera vez en 1898 como: un relieve aislado que muestra flancos abruptos y que está rodeado por un pédiment (glacis de erosión constituido sobre rocas duras al pie del inselberg). Su definición ha dado lugar desde el principio del siglo XX a una abundante literatura científica. Sin embargo, la confusión persiste en muchas obras de divulgación.

## Otros nombres
Las formaciones de este tipo son abundantes en el sur de África.En África oriental se les denomina en Afrikáans kopje, "Cabeza pequeña" en holandés. En América del Sur también se utiliza el término cerro isla. En América del Norte, se privilegia el término monadnock que deriva de una palabra amerindia de la lengua de la tribu abenaki. Otros sinónimos son utilizados en geología como montinsula.
En español, a veces se emplea también como sinónimo cerro testigo, aunque este describe mejor accidentes geográficos también aislados, pero más extensos en superficie.
También se utilizan muchos términos que describen localmente esta clase de accidentes, que aunque muy similares, tienen todos pequeñas diferencias que aconsejan indicaciones en su uso:
- butte, colina aislada prominente, de laderas bien pronunciadas y con una pequeña cima plana; usado en Estados Unidos y Canadá;
- mogote, relieve prominente y aislado de roca caliza que generalmente aparecen en regiones de lluvias tropicales o subtropicales, empleado en el Caribe y en islas como Cuba y Puerto Rico;
- monolito natural, bloque de piedra de gran tamaño, compuesto de un solo elemento;
- tuya, tipo de volcán, caracterizado por tener su cima plana y laderas empinadas formadas cuando la lava brota a través de un grueso glaciar o capa de hielo;
- morro, afloramiento rocoso, generalmente de duro granito o cuarzo, en las aguas poco profundas de un puerto, a menudo de forma redonda y, a veces muy alto;
- mesa, zona elevada de terreno con una cima plana y cuyos lados suelen ser acantilados abruptos;

## Geomorfología
Inselbergs, monadnock y bornhardts representan formas ubiquistas presentes desde las sabanas tropicales hasta los zócalos englaciados de las altas latitudes, aunque los mejores se ven en las regiones áridas y semiáridas. Estos relieves dominan el paisaje, una pedillanura (superficie sustancialmente horizontal, constituida por un conjunto de pedimentos): cuando la roca menos resistente de la llanura o de la meseta se erosiona, los materiales más duros del inselberg forman esa «montaña» aislada, residual. Están compuestos habitualmente de granitos o gneises, aunque a veces se forman en otros tipos de rocas como dacita, norita, caliza, arenisca y conglomerados. Uluru, en el centro de Australia, se compone principalmente de areniscas, mientras que el cercano Kata Tjuta está compuesta por conglomerados. A menudo, el patrón subyacente de la fractura geológica se muestra por la disposición en superficie, como se puede ver en la Kamiesberge de Namaqualand y las cordilleras Everard de Australia central.
A veces se usa bornhardt en sentido más restringido, para describir un tipo de inselberg en forma de domo, con laderas empinadas y afloramientos de roca desnuda de por lo menos 30 m de altura y de varios cientos de metros de ancho. A veces también se describen otros tipos de inselberg, como nubbins (soportes de botón) (o montículos) y castillos koppies.
Dependiendo de su forma se conocen como panes de azúcar, whalebacks, turtlebacks o simplemente domos. También son conocidos localmente como dwalas, medio-naranjas, matopos, morros, etc.

## Listado de relieves aislados y formaciones similares
La mayoría del los Inselberg se consideran geotopos y están clasificados como Patrimonio de la Humanidad por la UNESCO:

### Protegidos por la UNESCO
- Valle de los Monumentos, Estados Unidos: relieve tabular de tipo mesa;
- Suilven, Escocia;
- Pan de Azúcar, Río de Janeiro, Brasil;
- Monte Monadnock, Nuevo Hampshire, Estados Unidos;
- Monte Mulanje, Malaui.

### América del Norte
- Colinas de Montérégie, en Quebec, Canadá

- Monte Monadnock, sitio epónimo de Nueva Inglaterra, Estados Unidos

### Oceanía
Existen varios conjuntos de inselbergs se distribuyen en el escudo australiano:
- Uluru (Ayers Rock), monte Augustus y Kata Tjuta (montes Olga), Australia
- Monte Connor, Attila o Artilla (859 m), en los Territorios del Noroeste (cima plana y con forma de herradura), Australia
- Monte Cooroy (408 m) en el sudeste de Queensland, Australia
- Murphy's Haystacks en la llanura de Nullarbor, península de Eyre: dos conjuntos de granito rosa Hiltaba de 1590 millones años enterrados en las dunas cuaternarias 34.000 años), Australia[14]

### América del Sur
Sitios naturales protegidos en Guyana:
- Sabana rocosa Malmaison;
- Macizo de los Tumac-Humac (sabana rocosas e inselbergs);
- Monte Chauve (265 m);
- Piton de Armontabo (382 m);
- Pico de Grand Croissant en la crique Nousirri (324 m);
- Pico Machéo (600 m).

En Chile existe una catalogación de conservación para estos accidentes del relieve cordillerano. El listado completo se puede revisar en el anexo:
- Anexo:Cerros isla en áreas metropolitanas de Chile

Conjunto de los Kata Tjuṯa (montes Olga, 1070 m), Australia: inselbergs (arcosas neoproterozoico) y pédiment (llano) dominando desde los 400 a 600 m; modelados en domos redondeados, barrancos y trazas de descompresión, mega-viruta

## Galería de imágenes

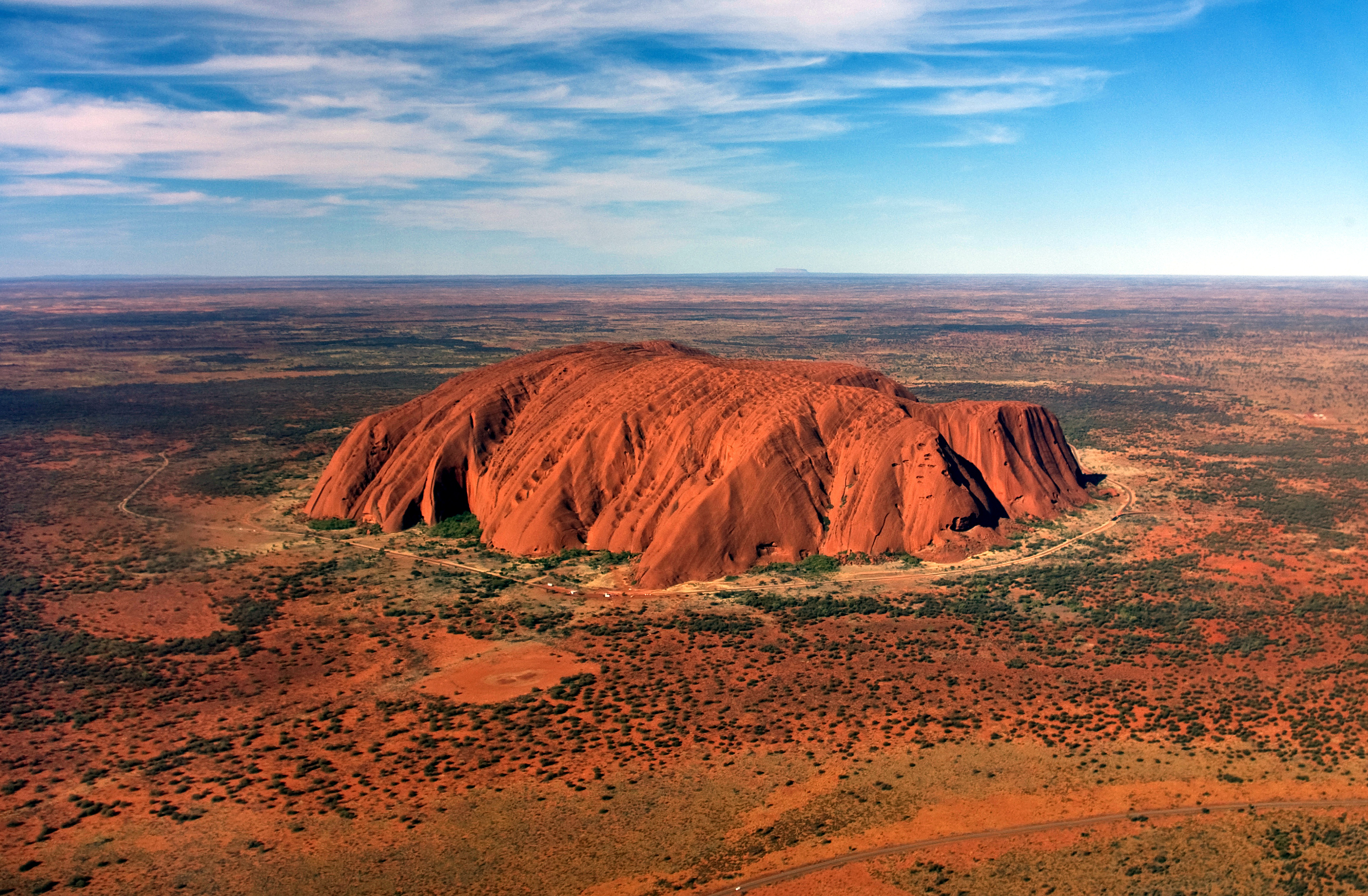
Uluru (Ayers Rock)
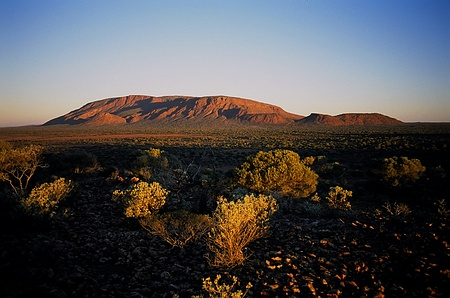
Monte Augustus
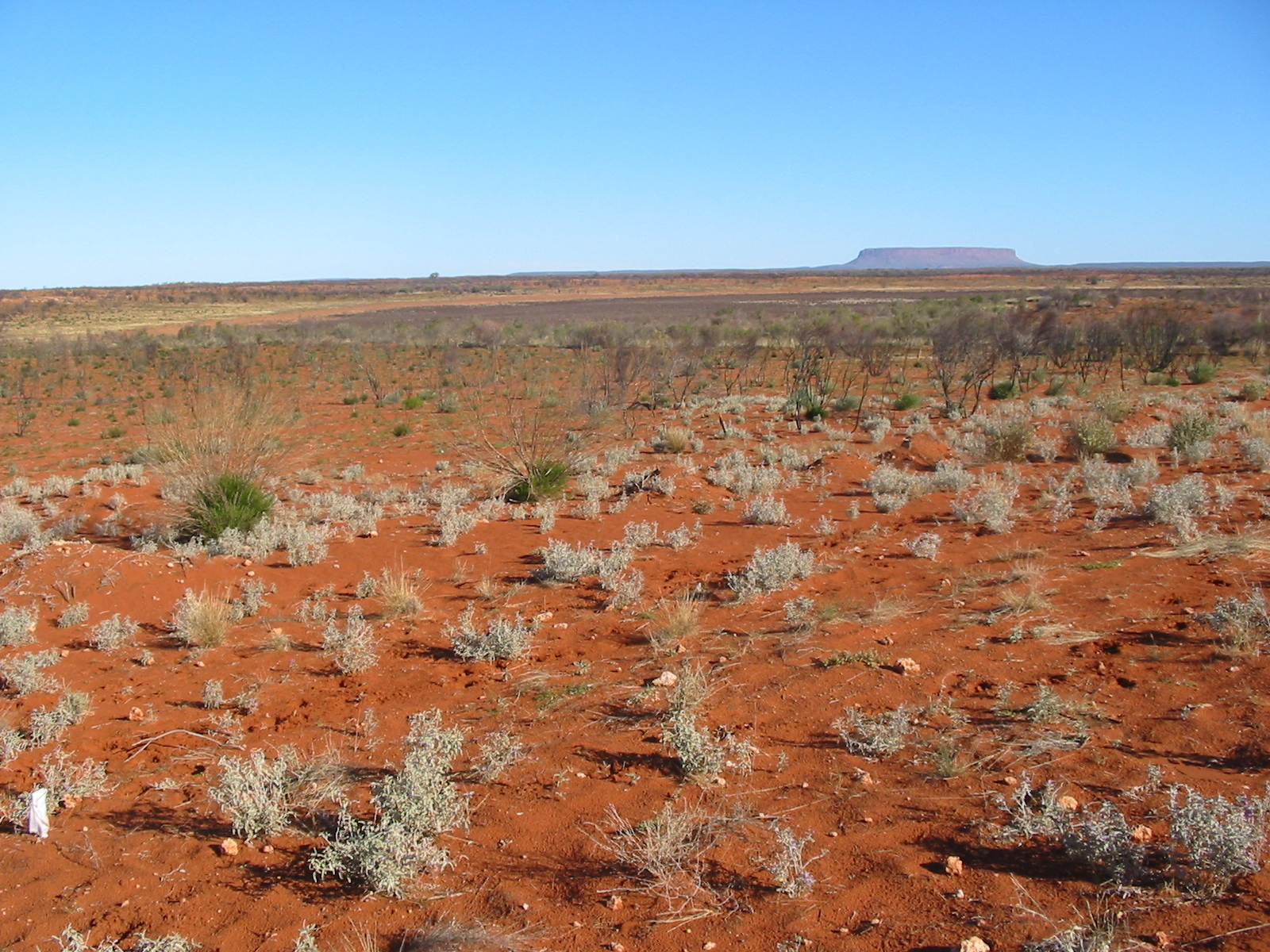
Monte Connor, Territorios del Noroeste
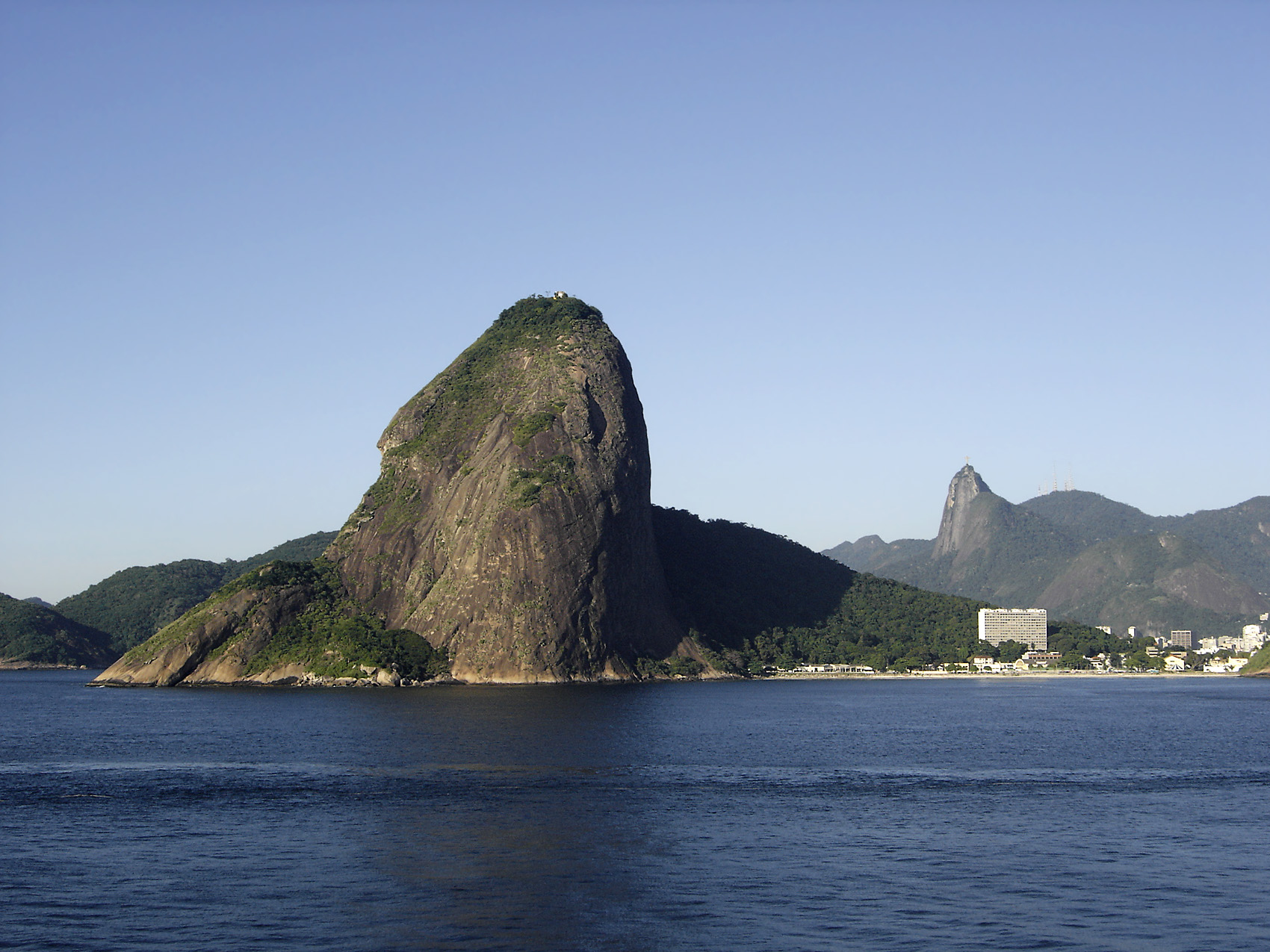
El Pan de Azúcar y el Corcovado, inselbergs de Brasil
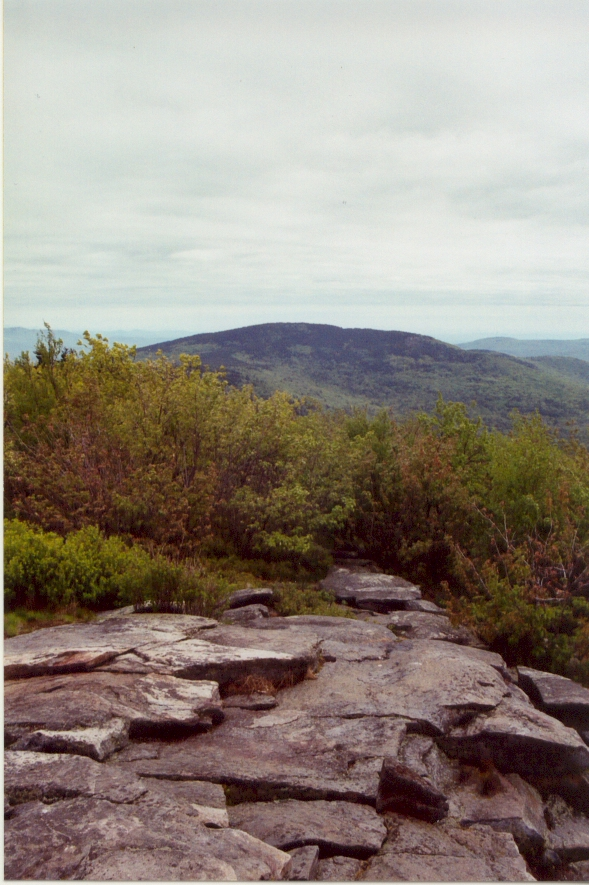
Monte Monadnock, Nuevo Hampshire
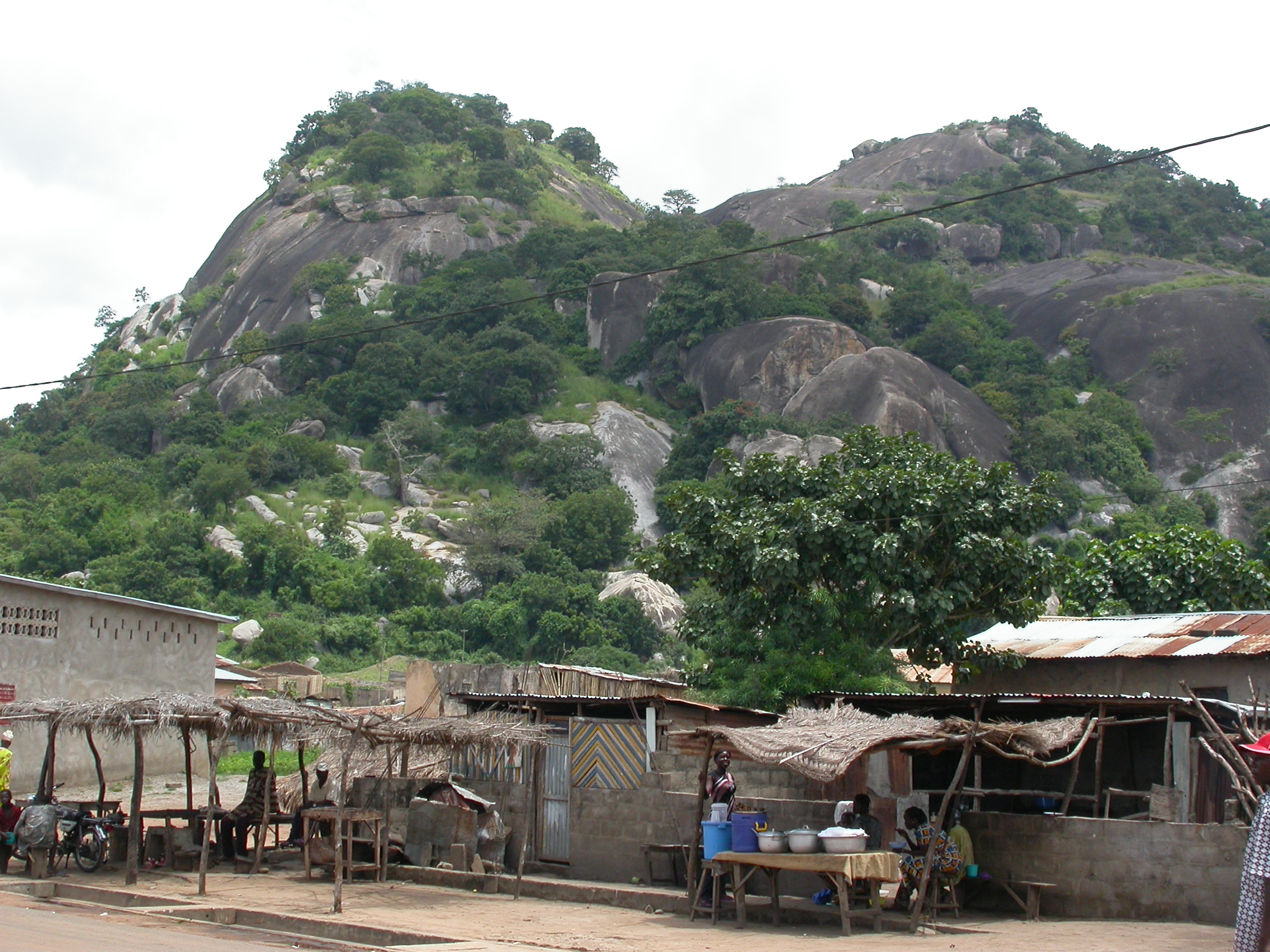
Inselberg visto desde la ruta Parakou-Cotonú, Benín
Piedra del Peñol (Antioquia, Colombia)
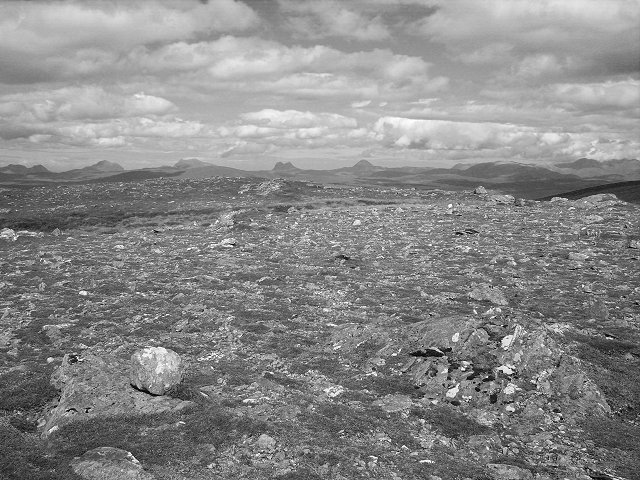
Inselbergs de la Scotland's Monument Valley (Coigach & Assynt: Beinn an Eoin/Sgòrr Tuath, Cùl Beag, Cùl Mòr, Suilven, Canisp y Ben More, vistos desde Càrn a'Choin Dheirg)
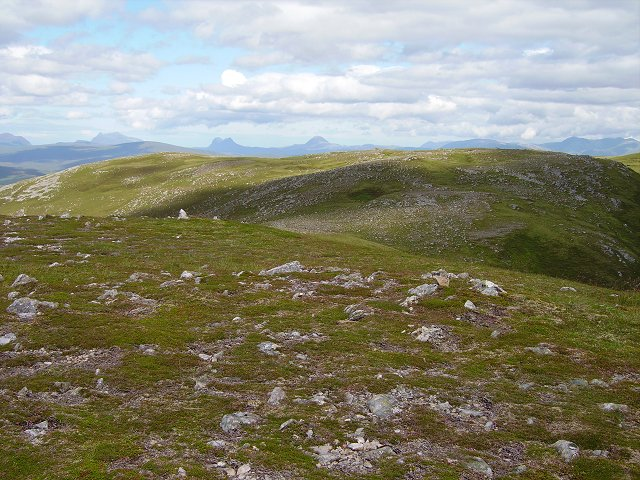
Inselbergs de Assynt & Coigach, Càrn a'Choin Dheirg, Escocia
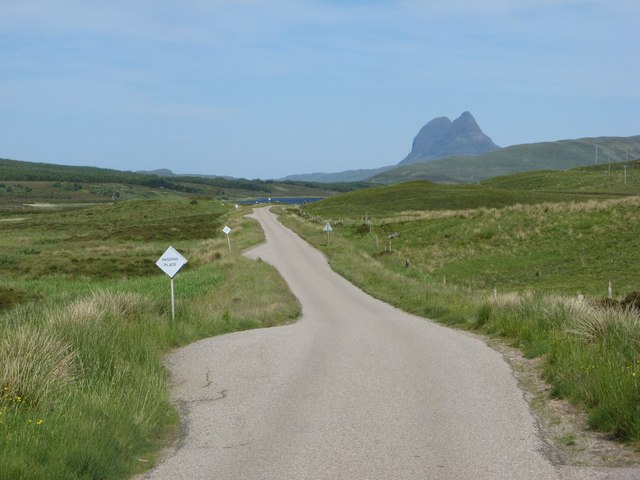
Inselberg Suilven, Escocia
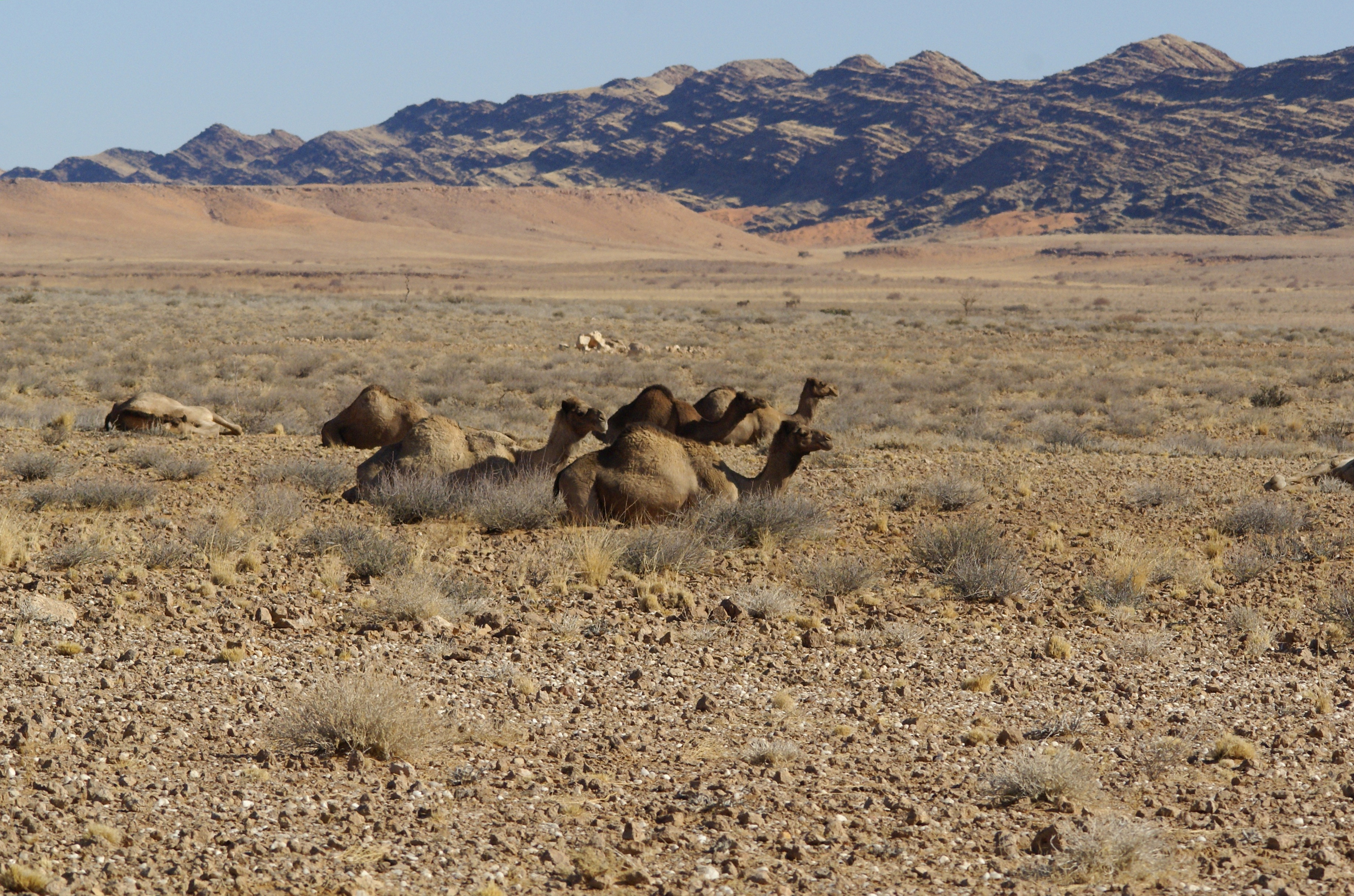
Montaña Rostock, región de Naukluft, Namibia
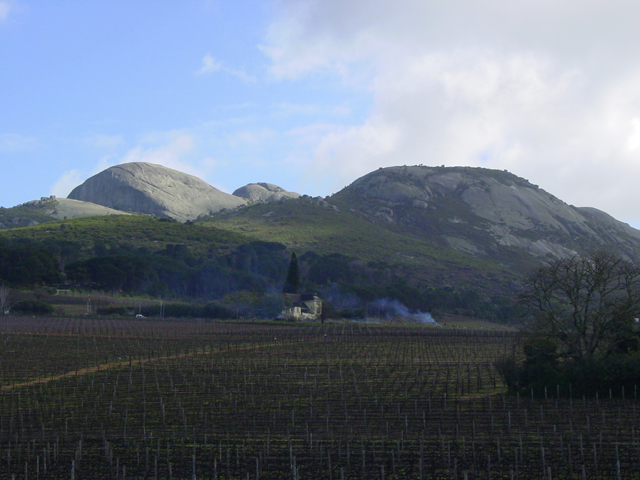
Montaña Paarl, Sudáfrica
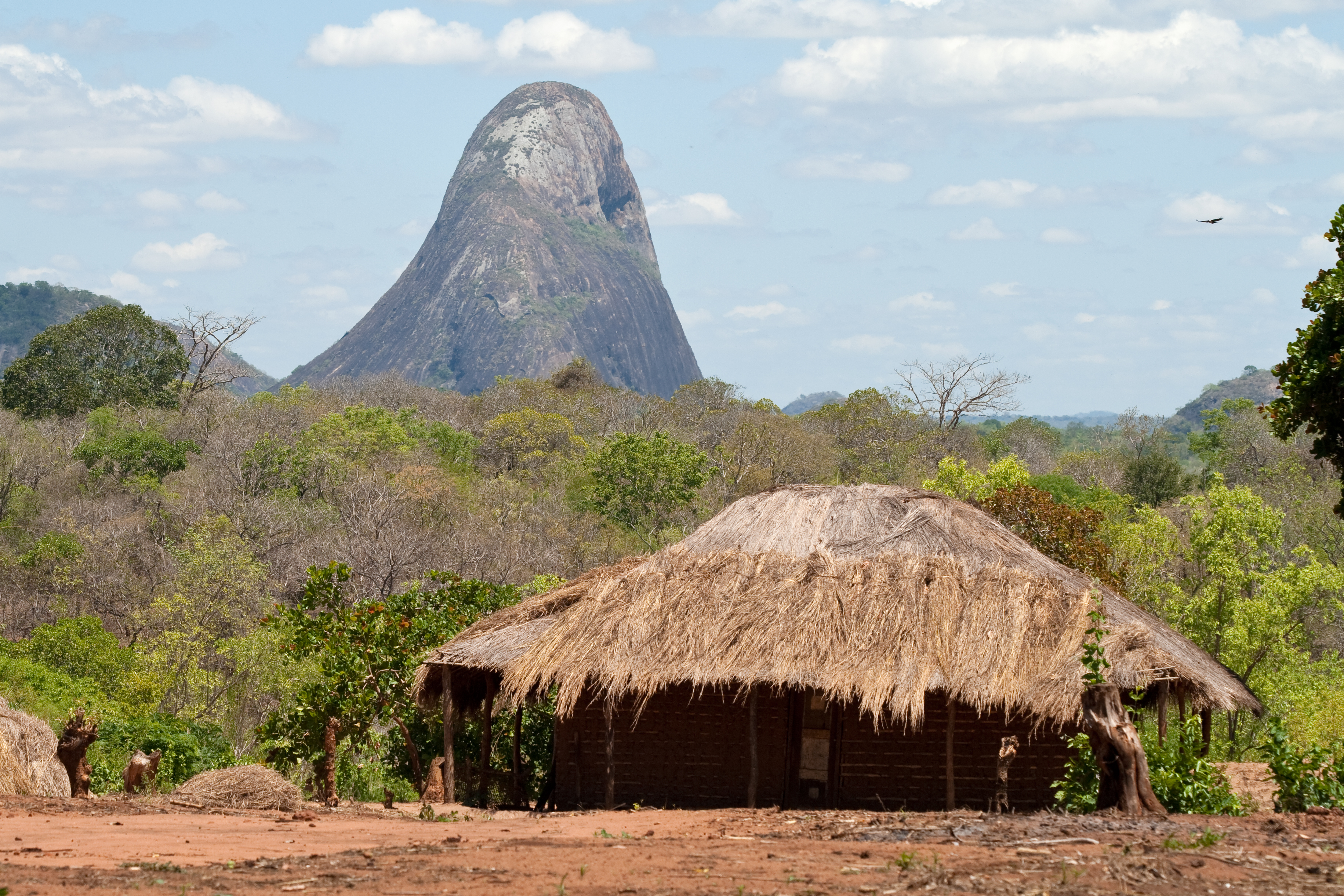
Nivali, provincia de Nampula, Mozambique
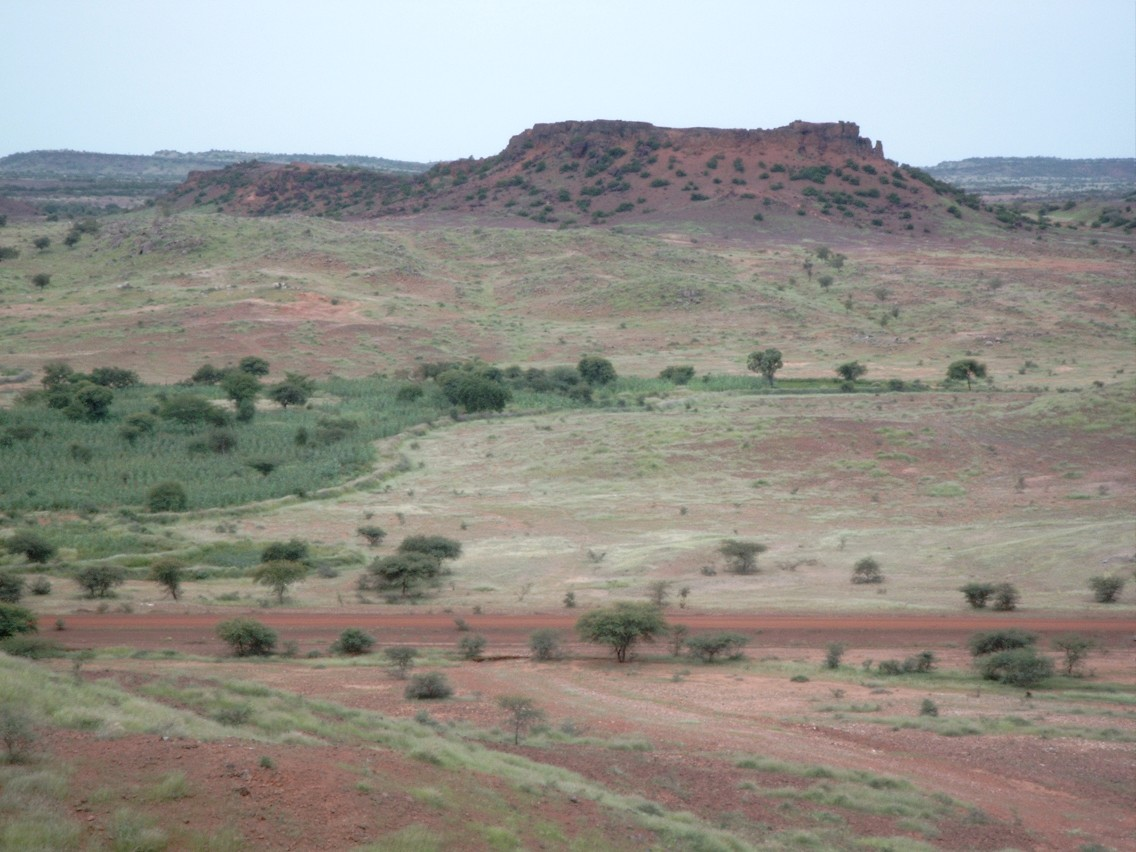
Un inselberg cerca de la ciudad de Dori, en Burkina Faso

## Elementos geomorfológicos asociados
- pédiment corresponde al glacis de erosión constituido sobre rocas duras, al pie de un inselberg.
- pédiplaine corresponde a un conjunto de pédiments, muy ligeramente inclinados o casi horizontales.
- knick corresponde a la ruptura de pendiente estableciendo la conexión entre inselberg y pédiment.
- tor est un relieve residual, constituidos por elementos de rocas inalteradas en un contexto de material meteorizado a menudo en la parte superior de un inselberg o de un pédiment (ver chaos de bolos o de bloques de los paisajes graníticos).